# جون ويلكوكس (لاعب اتحاد الرغبي)
جون ويلكوكس (بالإنجليزية: John Willcox)‏ هو لاعب اتحاد الرغبي بريطاني، ولد في 16 فبراير 1937 في Sutton Coldfield ‏ في المملكة المتحدة.